# مارك باوم
مارك باوم (بالفرنسية: Marc Baum)‏ هو سياسي لوكسمبورغي، ولد في 11 يونيو 1978 بإيش سوغ ألزيت في لوكسمبورغ. حزبياً، نشط في The Left (Luxembourg) ‏. وقد انتخب نائب فرنسي عن دائرة الجنوب ‏ (20 أبريل 2016 – ).